# Normatywizm
Normatywizm – kierunek w filozofii prawa, będący kontynuacją pozytywizmu prawniczego. W prawie, zdaniem normatywistów, znaczną rolę odgrywać ma hierarchia, kształtująca system norm prawa, czyli pozytywność prawa. Państwo zaś jest ponad empirycznym bytem jednostek.  
Znaną koncepcję normatywistyczną przedstawił Hans Kelsen. Określał on przynależność norm prawnych do danego systemu prawnego w sposób formalny, opierając się na kompetencji udzielonej normie niższego rzędu przez normę wyższego rzędu. Przy czym za normy prawne uważał on zarówno normy generalne i abstrakcyjne, jak i normy indywidualne i konkretne.
Konstruował w ten sposób tzw. „piramidę norm” – hierarchiczną strukturę systemu prawnego, na szczycie którego znajdowała się norma podstawowa (niem. Grundnorm). Jednakże owa norma podstawowa nie miała charakteru ustawowego a jedynie domyślny (jako abstrakt), stanowiąc hipotetyczne założenie stanowiące podstawę obowiązywania całego systemu prawa.